# Otto Lindblad

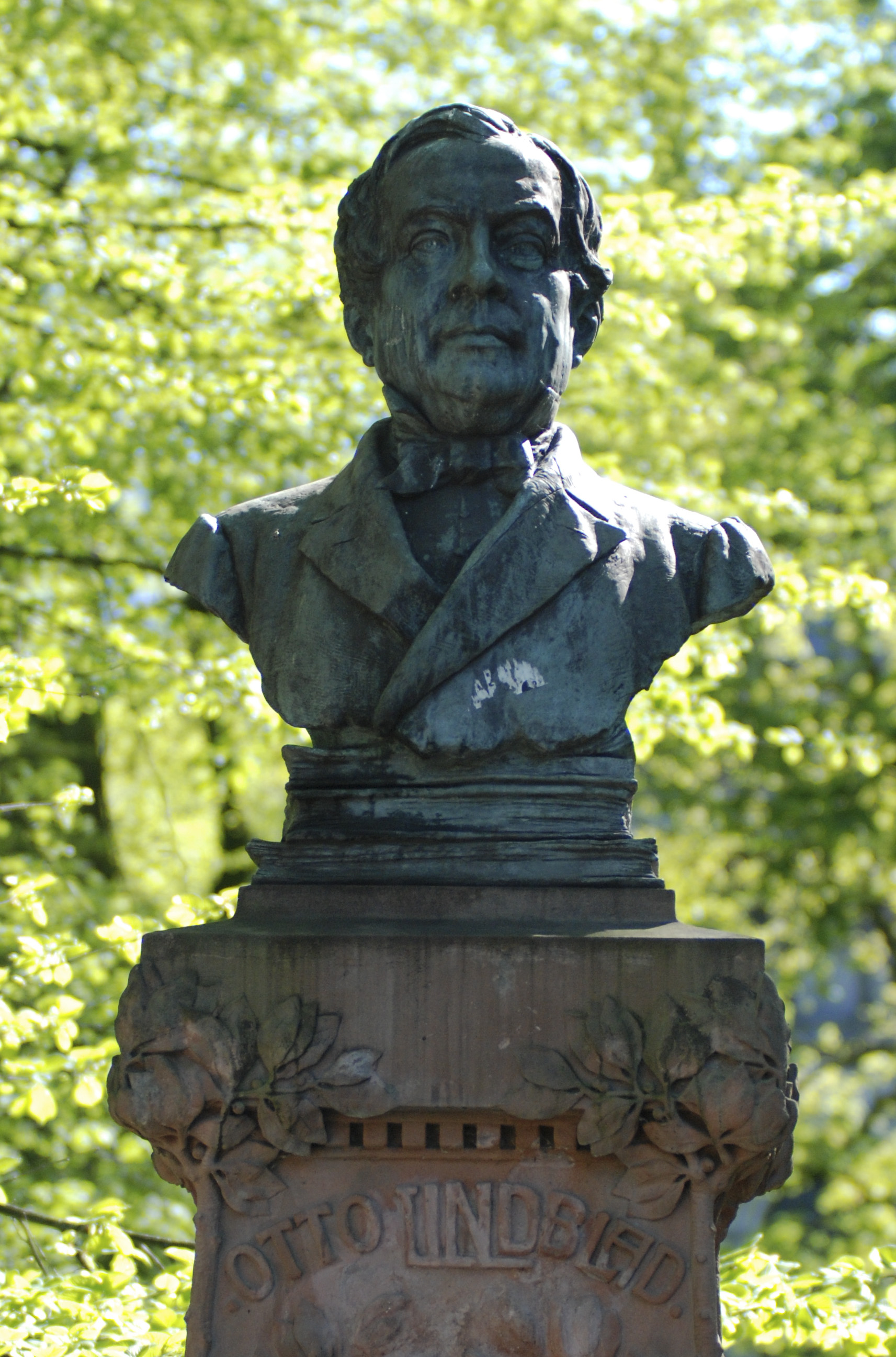
Otto Lindblads byst i Lundagård.

Otto Jonas Lindblad, född 31 mars 1809 i Karlstorps församling, Jönköpings län, död 26 januari 1864 i Norra Mellby församling, Kristianstads län, var en svensk musiker (violinist), tonsättare och körledare.

## Biografi
Lindblad var son till komminister K. J. Lindblad i Karlstorps socken. Efter studier vid gymnasiet i Växjö kom han till Lund 1829 och var en av de viktigaste krafterna då den lundensiska studentsången under 1830-talet utvecklades och fick fastare former inom Lunds Studentsångförening. Många av hans kompositioner ingår ännu i den nordiska "stamrepertoaren" och framförs, inte minst, i samband med valborgsfirande och vårhyllningar runt om i Norden.
1837 avlade han kandidatexamen och 1844 magisterexamen, men hans ekonomiska ställning vid universitetet förblev osäker och 1847 avflyttade han från Lund för att tillträda en tjänst som klockare i Norra Mellby. Han fortsatte dock att göra gästframträdanden i Lund och samarbetade ofta med skalden C.V.A. Strandberg (signaturen Talis Qualis) som textförfattare. 1846 ledde Lindblad en kvartett av studentsångare på den första sångarturnén genom Sverige. Syftet var att samla in medel till byggandet av Akademiska Föreningen. 1848 startade Otto Lindblad en blandad kör i Norra Mellby och Tjörnarps församlingar. Kören hade under Lindblads ledning uppemot 100 medlemmar. Kören, idag kallad  Otto Lindbladkören är ännu en aktiv kör i Sösdala församlings kyrkor och är därmed en av Sveriges äldsta ännu aktiva kyrkokörer.
Lindblad invaldes den 30 november 1857 som ledamot (nr 353) av Kungliga Musikaliska Akademien.
Hans gravvård återfinns på Norra Mellby kyrkogård söder om Hässleholm i Skåne. En gata (Otto Lindblads väg) i stadsdelen Professorsstaden i Lund har uppkallats efter Lindblad. Sedan 1908 står en byst av Lindblad, utförd av skulptören John Börjeson, i Lundagård.

## Otto Lindblads stipendium
År 2018 instiftades Otto Lindblads stipendium  om 50 000 kronor, av  Stiftelsen Mellby Gård och  Lunds Studentsångförening , samt Otto LIndbladkören och Hembygdsföreningen i Norra Mellby. Sedan år 2024 förvaltas Otto Lindblads  stipendium  av föreningen Otto Lindblads vänner. Företagaren Rune Andersson donerar via stiftelsen Mellby Gård medel till stipendiet. Otto Lindblads stipendium  är avsett för unga sångsolister, som har sikte på en  professionell karriär. Stipendiet utdelas vartannat år.
Otto Lindblads stipendium  delades ut för första gången den 17 mars 2019, vid en konsert med Lunds Studentsångförening i Norra Mellby kyrka. 

### Stipendiater
- 2019: Sopranen Karin Blom, född 1996
- 2021:  Tenoren Carl Fischer, född 2000 [6].
- 2023: Sopranen Elisabeth Nesje Sandnes, född 2002
- 2025: Sopranen Elin Svenhede född 1998

## Sånger

### För en röst
- Afskedet. "Blott ett till afsked."
- Aningen. "Ängel, säg mig hvem du är."
- Barcarolle. "Ro sakta med gondolen här."
- Blomman och fjäriln. "Jag såg en fjäril kring en blomma
- Brudberget. "Det hände sig en gång."
- Dalen. "Du undersköna dal, o säg."
- Den drunknade flickan. "Hvad sökte du i badet?" (strofer ur C.V.A. Strandbergs dikt Göthilda Victoria Sandblad)
- Den första kärleken. "Hell, amor när i hjärtat."
- Det flygande frö. "Där står en liten blomma."
- En hoffest. "Visst glömmer kung Erik."
- En liten fågel. "Till skogs en liten fågel flög." (Även fyrstämmig.)
- En moder vid sitt barns vagga. "Somna! vyss, vyss."
- Flickhjärtats himmel. "En himmel ditt hjärta ju är."
- Förpostens sista vakt. Han låg ej, nej han stod."
- Glädje och smärta. "Än är jag glad."
- Glädjen. "Glädje bida nu."
- Glädjen. "Glädje bida nu."
- Guvernantens klagan. "O mon Dieu, skall jag då ständigt.'^
- Hvad? Hvar? Hur? "Nog vet jag hvad jag ville vara."
- Järtecken. "Konung Gösta sofver ibland de döde."
- Kandidatvisa. "Hela da'n på lektioner." (Även fyrstämmig.)
- Karins nötter. "Kung Erik red en solskensdag."
- Kungssången. "Ur svenska hjärtans djup en gång"
- Lifdrabanten och kung Erik. "Gif akt! hvem där?" (För bas, tenor eller sopran.)
- Lilla Karin. "Där stod en knekt vid kungens vakt."
- Längtan till landet. "Vintern rasat ut"
- Längterskan. "Så ej längtar efter daggens tårar."
- Marsch-route för våren. "Opp gamle hållkarl." (Basröst.)
- Mitt hem. "Mellan björk och al."
- Naturen och hjärtat. "Hör jag forsens vilda fall." (Även fyrstämmig.)
- Näckrosens visa. "Ett moderlöst barn i skogen går vall."
- Papegojan. "Vackra fågeln uti buren,"
- Polonäs. "Sitta oftast hemma dyster."
- Septemberblomman vid Ringsjön. När rosorna vissna.*
- Sjung. "Hvarför skall man tvinga mig att sjunga."
- Sjömannen. "Ut på dina slätter." (Även fyrstämmig.)
- Sjömansgossen. "Hurra! öfver bölja blå."
- Soldatsång. "I Sverige vårt fria, vårt härliga land."
- svärma."
- Sång till påfven. "Vår påfve är ändå minsann."
- Till Emma. "Förr var jag så sorgsen i hågen."
- Till Rosa. "Du är lycklig, du kan sjunga!"
- Trollhättan. "Brusande vilda ström."
- Uppbjudning till dans. "Rundt om i festliga salen." (Även fyrstämmig.)
- Vaggvisa. "Inte sörjer jag för barnen, de ä' små."
- Visperdalen. "Det hviskar i den stilla dalen."
- Vårfågeln och blomman. "Fåglarna kvittra."
- Zefyr och den gungande flickan. "Du som där gungande sväfvar. "
- Ångbåtssång. "Sätt maskinen i gång." (Även fyrstämmig.)

### Duetter
- Aftonen. "Skogen står tyst." (Även trio.)
- På insjön. "Gröna julle halka lätt på vågen."
- Till henne. "Låt bli, låt bli, ack se ej så på mig."
- Våra flickor. "Hvad våra flickor äro fjära."

### Trior
- Aftonen. "Skogen står tyst."
- Barcaroll. "Ro sakta med gondolen."
- Björninnan. "Kom i skogen, du min gosse!"
- Blomman på Helgonbacken. "Farväl du hulda ängel."
- Dalen. "O, vore jag en dufva här."
- En skål. "Törstig, jag är så törstig."
- Erotisk fantasi. "O mitt bröst af tjusning bäfvar."
- Fram genom solen flög hon.
- Föraktad invitation. "Kom låt oss dricka det glödgade vin."
- Kvällen. "Skönaste flicka." (Serenad.)
- Lifvets sällhet. "Nej, jag är ej i stånd till att glömma."
- Najaden. "Där springer en källa i Gudmunstorps skog."
- Zuleimas sång. "Fly fågel på silfversky."
- Ängelens kallelse. "Så sade Ängeln, kom hit i lugna viken."

### Kvartetter
- Afskedet. "Blott ett till afsked."
- Beväringssång. "När konungen befaller."
- Corsarens brud. "Vid glänsande hafvet."
- Dalkarlasång. "Jag vet ett land, högt upp i höga nord."
- Den älskande. "Solen bergis, skymning nalkas."
- Det flygande frö. "Där står en liten blomma."
- Dubbeleko på sjön. "Den kungliga slup, lik en gyllene svan."
- Erotisk sång. "Fjärran för Zefyr."
- Erotiskt svärmeri. "Vill du bort?"
- Flickornas skål. "Alle man kring barn."
- Frihet och fosterland. "Bland alla dagens strider."
- Fågeljakten. "Stilla fågeln kallar."
- Föreningssång på Oscarsdagen. "Du handlar stort och skönt."
- Godt mod. "Längre skall man icke ropa."
- Husar visa. "En krigare nyss uti striden drog ut."
- Hälsningssång från Lundagård 1845. "Här i bröder är det rätta stället."
- Hälsningssång vid studentmötet 1862. "Skjöndt sekler flygte som drömer."
- Jakten. "I purpur och guld."
- Jaktsång. "Hallo, hallo, hallo! I slumrande lundar."
- Jeg er en skandinav. "Vi er et folk, vi kaldes skandinaver."
- Jägaren. "När dagen gryr strax jägarn flyr."
- Jägarkör. "Vilda mäktiga söner njut."
- Kadriljen. "Se kronans glans."
- Kandidatvisa. "Hela da’n på lektioner."
- Kröningskantat. "O Gud som gaf Oscar att bära."
- Liten fågel. "Till skogs en liten fågel flög."
- Lundagård. "Fritt må stormar öfver fälten ryta."
- Lundagård. "Rosen stormar."
- Längtan till landet. "Vintern rasat ut bland våra fjällar."
- Malmö järnbansång. "God dag! Skall du följa med tåget."
- Marsch. "Ur Ossians dunkla sagovärld."
- "Mina gyllene dukater."
- Minnets tempel. "Ditt helga tempel rörd jag nalkas."
- Morgonen. "Vinden öfver blomstren far."
- Naturen och hjärtat. "Hör jag forsens vilda fall."
- "Orpheus sjöng till lutans toner." (Ur Shakespeares Henrik VIII.)
- Oscarsdagen 1843. "Mera klarnad men i grund densamma."
- Quando convenient. "Kan jag då icke få säga ett endaste ord."
- Serenad. "Afton huru skön! I melodisk bön."
- Serenad. "Re’n släckt är lampan."
- Serenad. "Silfverklara toner."
- Sjömannen. "Ut på dina slätter, haf du djupa."
- Skandinaven. "Ej skandinaven byta vill sitt land."
- Skånska nationens fansång. "Har du sett solen hur han går."
- Snapphanens spådom om järnbanan. "Där bodde en gubbe."
- Snödroppen. "Fly, fly, fly! sjung vinden i natten."
- Soldatsång. "Sverige, vårt fria, vårt härliga land."
- Sommardagen. "Ljufva toner, h vilka zoner."
- Stridsbön. "Du som världar har till rike."
- Stridsfanan. "Raskt framåt, I fosterlandets söner."
- Studentserenad. "Student om du det namnet värd."
- Svensk frihetssång. "Söner af göternas mandom och ära."
- Svenska folksången. "Ur svenska hjärtans djup."
- Sång på Tannsjön. "Hör på du skog af pelare full."
- Sång vid akademiska Föreningens i Lund invigning den 14 maj 1851. "Nu ståndar ett slott uti lunden grön."
- Sång vid en väns graf. "Nu aftontimman är inne."
- Sång vid en väns graf. "Stilla orgelljuden bäfva."
- Sång vid ett silfverbröllop. "När i morgonandakt jorden."
- Sång vid sorgfesten i Lund i anl. af konung Karl XIV Johans död. "Förgängelsen bröt in i kungaborgen."
- Sång. "Vaker upp i fåglar små."
- Sången. "Har du betraktat diktens lunder."
- Sångfåglarna. "Sängfåglarna tänkte bygga sitt näste."
- Säng vid framkomsten till Köpenhamn. "Fritt må stormarna gå."
- Trollhättan. "Brusande, vilda ström."
- Uppbjudning till dans. "Rundt om i festliga salen."
- Uppmaning. "Stålet längtar efter föda."
- Vid professor A. O. Lindfors graf. "Skönast är väl sorgen då hon tiger."
- Vårsång. "Glad såsom fågeln i morgonstunden."
- Zoologiska jägarförbundets sång. "Ser du solens spann."
- Ångbåtssång. "Sätt maskinen i gång."
- Örnen och dufvan. "En kungsörn på sin klippa satt."